# Sumpfbinsen
Die Sumpfbinsen (Eleocharis), auch Sumpfried genannt, sind eine Pflanzengattung innerhalb der Familie der Sauergrasgewächse (Cyperaceae). Die 300 Arten sind fast weltweit verbreitet.

## Beschreibung

### Vegetative Merkmale
Die Eleocharis-Arten sind meist ausdauernde, selten einjährige, krautige Pflanzen. Die oberirdischen Pflanzenteile sind kahl. Die aufrechten, binsenartigen, einfachen Stängel sind blattspreitenlos. Die Stängelblätter sind nur als Blattscheiden basal vorhanden.

### Generative Merkmale
Der endständige, ährige Blütenstand ist überwiegend eiförmig und hüllblattlos. Die Spelzen sind spiralig angeordnet. Die unterste Spelze oder die beiden untersten Spelzen sind oft ohne Blüten; die anderen sind fertil. Die Blüten sind zwittrig. Die Blütenhülle besteht aus meist drei bis acht (keinen zu zwölf) Borsten. Diese Borsten sind hypogyn und meist rückwärts rau. Die Blüten verfügen über je drei bis zwei Staub- und Fruchtblätter.
An den Nüsschen sind erhalten bleibende verdickte Griffelbasen (Stylopodium) erkennbar.

## Standortbedingungen
Es sind binsenähnliche Pflanzen nasser und sumpfiger Standorte. Während etliche Arten an Gewässerrändern wachsen, leben zahlreiche Arten untergetaucht.

## Systematik und Verbreitung
Die Gattung Eleocharis wurde 1810 durch Robert Brown in Prodromus Florae Novae Hollandiae et Insulae van-Diemen S. 224 aufgestellt. Der Gattungsname Eleocharis ist griechischen Ursprungs und bedeutet: hélos für „Sumpf“ und cháris für „Dank, Freude“ und nimmt auf die Bevorzugung der Arten eines sumpfigen Standortes Bezug. Synonyme für Eleocharis R.Br. sind: Baeothryon Ehrh. ex A.Dietr., Bulbostylis Steven nom. rej., Chamaegyne Suess., Chaetocyperus Nees, Chillania Roiv., Chlorocharis Rikli, Clavula Dumort., Egleria L.T.Eiten, Elaeocharis Brongn. orth. var., Eleogenus Nees, Heleocharis T.Lestib., Helonema Suess., Heliocharis Lindl., Limnocharis Kunth nom. illeg., Limnochloa P.Beauv. ex Lestib., Megadenus Raf., Scirpidium Nees, Trichophyllum Ehrh. nom. inval., Websteria S.H.Wright.
Die Gattung Eleocharis gehört zur Tribus Eleocharideae in der Unterfamilie Cyperoideae innerhalb der Familie der Cyperaceae.
| Es gibt fast 300 Eleocharis-Arten (Stand 2018): |
| - Eleocharis abnorma Y.D.Chen: Dieser Endemit gedeiht im seichten Wasser an Seeufern in Höhenlagen von etwa 3300 Metern nur in Qinghai Hu in der chinesischen Provinz Qinghai. - Nadel-Sumpfbinse (Eleocharis acicularis (L.) Roem. & Schult.): Es gibt zwei Varietäten. - Eleocharis acuta R.Br.: Neuguinea, Australien, Neuseeland. - Eleocharis acutangula (Roxb.) Schult.: Es gibt seit 2007 drei Unterarten in den Tropen und Subtropen. - Eleocharis aestuum D.M.Hines ex A.Haines: Sie wurde 2001 aus den nordöstlichen USA bis Delaware erstbeschrieben. - Eleocharis albibracteata Nees & Meyen ex Kunth: Es gibt zwei Varietäten. Südliches Mexiko bis Südamerika. - Eleocharis albida Torr.: USA bis nordöstliches Mexiko, Bermudas. - Eleocharis alveolata Svenson: Westliches Kuba, nördliches Honduras. - Eleocharis alveolatoides S.González & Reznicek: Venezuela. - Eleocharis amazonica C.B.Clarke: Südliches Venezuela bis östliches Bolivien. - Eleocharis andamanensis Govind.: Andamanen. - Eleocharis angolensis H.E.Hess: Angola. - Eleocharis angustirostris R.Trevis. & Boldrini: Sie wurde 2014 aus dem brasilianischen Bundesstaat Rio Grande do Sul erstbeschrieben. - Eleocharis angustispicula R.Trevis.: Sie wurde 2014 aus dem brasilianischen Distrito Federal do Brasil erstbeschrieben. - Eleocharis antunesii H.E.Hess: Angola. - Eleocharis argentina Barros: Argentinien. - Eleocharis argyrolepis Kierulff: Kaukasus bis nordwestliches China. - Eleocharis arseniflora S.González, Tena & T.Alarcón: Mexiko. - Eleocharis atricha R.Br.: Östliches und südöstliches Australien. - Eleocharis atrobrunnea R.Trevis. & S.González: Sie wurde 2012 aus dem brasilianischen Bundesstaat Rio Grande do Sul erstbeschrieben. - Schwarzrote Sumpfbinse (Eleocharis atropurpurea (Retz.) J.Presl & C.Presl): Tropen und Subtropen nördlich bis Nordamerika. Sie ist in der Schweiz und in Italien ein Neophyt. - Eleocharis atrospiculata S.González & Reznicek: Venezuela. - Eleocharis attenuata (Franch. & Sav.) Palla: China bis Ostasien und Neuguinea. - Eleocharis aurea Boeckeler: Nordöstliches Mexiko. - Eleocharis ayacuchensis S.González & Reznicek: Venezuela - Eleocharis bahamensis Boeckeler: Sie kommt nur auf den Bahamas und Turks- und Caicosinseln vor. - Eleocharis bahiensis D.A.Simpson: Brasilien. - Eleocharis baldwinii (Torr.) Chapm.: Südöstliche USA bis Texas. - Eleocharis barrosii Svenson: Südliches Brasilien bis nordöstliches Argentinien. - Eleocharis bella (Piper) Svenson: Westliche USA bis nördliches Mexiko. - Eleocharis bernardina (Munz & I.M.Johnst.) Munz & I.M.Johnst.: Kalifornien und Baja California. - Eleocharis bifida S.G.Sm.: Indiana, Alabama, Kentucky, Georgia und Tennessee. - Eleocharis blakeana L.A.S.Johnson & O.D.Evans: Östliches Australien. - Eleocharis bolanderi A.Gray: Westliche USA. - Eleocharis bonariensis Nees: Mexiko, Ecuador bis südliches Südamerika. - Eleocharis brachycarpa Svenson: Texas und Mexiko. - Eleocharis brainii Svenson: Tropisches Afrika bis Botswana. - Eleocharis brasiliensis Boeckeler: Südöstliches Brasilien. - Eleocharis brassii S.T.Blake: Nördliches Australien. - Eleocharis braunii H.E.Hess: Nördliches Brasilien. - Eleocharis brevicollis J.Kern: Neuguinea. - Eleocharis brittonii Svenson ex Small: Zentrale und südöstliche USA. - Eleocharis bulbosa Kukkonen: Afghanistan. - Eleocharis caduca (Delile) Schult.: Mittelmeergebiet bis Afrika und bis zur Arabischen Halbinsel. - Eleocharis caespitosissima Baker: Madagaskar und nördliches Australien. - Eleocharis callensii H.E.Hess: Demokratische Republik Kongo. - Eleocharis cancellata S.Watson: Texas und Mexiko. - Eleocharis canindeyuensis Mereles & S.González: Paraguay. - Eleocharis capillacea Kunth: Tropisches Südamerika. - Krainer Sumpfbinse (Eleocharis carniolica W.D.J.Koch): Mitteleuropa bis zur Ukraine. In Mitteleuropa kommt sie in der Steiermark und kam sie in Kärnten vor. - Eleocharis cellulosa Torr.: Südöstliche USA bis Nicaragua, Karibik bis nördliches Venezuela. - Eleocharis chamaegyne L.T.Eiten: Nördliches Brasilien. - Eleocharis coloradoensis (Britton) Gilly: Südliches Kanada, USA und Mexiko. - Eleocharis columbiensis L.E.Mora: Kolumbien. - Eleocharis complanata Boeckeler: Tropisches Westafrika bis Tansania und Angola. - Eleocharis compressa Sull.: Kanada und USA. Mit zwei Varietäten. - Eleocharis confervoides (Poir.) Steud.: Tropisches und subtropisches Amerika, tropisches und südliches Afrika bis Sri Lanka. - Eleocharis congesta D.Don: Himalaja bis zu den Nansei-Inseln und Malesien, Karolinen. - Eleocharis contracta Maury ex Micheli: Bolivien bis Brasilien und nördliches Argentinien. - Eleocharis cordillerana S.González, Guagl. & Ruthsatz: Chile. - Eleocharis coronata Steud.: Südlich-zentrales Chile. - Eleocharis crinalis (Griseb.) C.B.Clarke: Ecuador bis nördliches Argentinien. - Eleocharis crispovaginata Boeckeler: Ecuador. - Eleocharis cryptica Saarela, P.M.Peterson, S.González & D.J.Rosen: Mexiko. - Eleocharis cuatrecasasii S.González & P.M.Peterson: Kolumbien. - Eleocharis cubangensis H.E.Hess: Angola. - Eleocharis cylindrica Buckley: Texas, nördliches Argentinien und Paraguay. - Eleocharis cylindrostachys Boeckeler: Östliches Australien. - Eleocharis debilis Kunth: Tropisches Amerika. - Eleocharis decoriglumis Berhaut: Tropisches Westafrika bis Tansania und Botswana. - Eleocharis decumbens C.B.Clarke: Oregon und nördliches Kalifornien. - Eleocharis deightonii S.S.Hooper: Senegal bis Sierra Leone. - Eleocharis densa Benth.: Mexiko und Guatemala. - Eleocharis densicaespitosa R.Trevis. & Boldrini: Südliches Bolivien bis Brasilien und Argentinien. - Eleocharis diandra C.Wright: Südöstliches Kanada und nordöstliche USA. - Eleocharis dietrichiana Boeckeler: Östliches Australien. - Eleocharis difformis S.T.Blake: Queensland. - Eleocharis dombeyana Kunth: Mexiko, Guatemala, Honduras, Kolumbien, Bolivien, Ecuador, Peru, Argentinien und Chile. - Eleocharis dregeana Steud.: Südliches Afrika. - Wasserkastanie (Eleocharis dulcis (Burm. f.) Trin. ex Hensch.) - Eleocharis dunensis Kük.: Bolivien, Argentinien und Uruguay. - Eleocharis eglerioides S.González & Reznicek: Südliches Venezuela und Bolivien. - Eleocharis elegans (Kunth) Roem. & Schult.: Mexiko bis nördliches Argentinien. - Eleocharis elliptica Kunth: Kanada und USA. - Eleocharis elongata Chapm.: Südöstliche USA bis Nicaragua und westliches Jamaika. - Eleocharis emarginata (Nees) Klotzsch ex Boeckeler: Östliches Bolivien bis südöstliches Brasilien, Paraguay und nordöstliches Argentinien. - Eleocharis endounifascis Hinchliff & Roalson: Guayana und Venezuela bis östliches Brasilien. Die Art wurde 2010 erstbeschrieben. - Engelmanns Sumpfbinse (Eleocharis engelmannii Steud.): Kanada und USA. Als Neophyt wurde sie in Mitteleuropa beobachtet in Heilbronn, in Waldbrunn (Unterfranken), in Belgien (Gent) und in den südlichen Niederlanden. - Eleocharis equisetoides (Elliott) Torr.: Südliches Ontario und USA. - Eleocharis erhaiensis Y.D.Chen: Sie gedeiht in Sümpfen, seichten Gewässern und an feuchten Standorten in Höhenlagen von 3200 bis 3300 Metern nur in der chinesischen Provinz Qinghai. - Eleocharis erythropoda Steud.: Nordamerika und Hawaii. - Eleocharis exigua (Kunth) Roem. & Schult.: USA bis südliches Südamerika. - Eleocharis fallax Weath.: Südöstliches Kanada, östliche USA und Karibik. - Eleocharis fassettii S.González & P.M.Peterson: Kolumbien. - Eleocharis fennica Palla ex Kneuck.: Europa bis China. Mit zwei Varietäten. - Eleocharis filiculmis Kunth: Mexiko bis Argentinien und Uruguay. - Eleocharis flavescens (Poir.) Urb.: Amerika. Mit zwei Varietäten. - Eleocharis fluctuans (L.T.Eiten) Roalson & Hinchliff: Östliches Kolumbien bis Venezuela und nördliches Brasilien. - Eleocharis fuscopurpurea (Steud.) H.Pfeiff.: Chile bis westliches Argentinien und Juan-Fernandez-Inseln. - Eleocharis geniculata (L.) Roem. & Schult.: Tropen und Subtropen nördlich bis Nordamerika. - Eleocharis glabella Y.D.Chen: Qinghai. - Eleocharis glauca Boeckeler: Venezuela bis nördliches Brasilien. - Eleocharis glaucovirens Boeckeler: Südöstliches und südliches Brasilien. - Eleocharis gonzaleziae D.J.Rosen: Mexiko. - Eleocharis gossweileri H.E.Hess: Demokratische Republik Kongo. - Eleocharis gracilis R.Br.: Östliches und südliches Australien und Neuseeland. - Eleocharis grandirostris (Lindm.) Mereles: Paraguay. - Eleocharis grisea Kük.: Kuba. - Eleocharis grossimucronata Mereles: Peru. - Eleocharis guaglianoniana J.P.R.Ferreira, Silv.Venturi & R.Trevis.: Sie wurde 2015 aus dem brasilianischen Bundesstaat Santa Catarina erstbeschrieben. - Eleocharis halmaturina J.M.Black: Südliches Australien. - Eleocharis hatschbachii R.Trevis.: Brasilien und Argentinien. - Eleocharis haumaniana Barros: Brasilien, Argentinien und Uruguay. - Eleocharis hooperiana D.J.Rosen: Sierra Leone und Guinea. - Eleocharis ignota S.González & Reznicek: Mexiko. - Eleocharis ×inaequilatera D.J.Rosen & Chr.Reid = Eleocharis cellulosa × Eleocharis quadrangulata: Sie wurde 2015 aus den südlichen-zentralen bis südöstlichen USA erstbeschrieben. - Eleocharis intermedia Schult.: Kanada und USA. - Eleocharis interstincta (Vahl) Roem. & Schult.: Tropisches und subtropisches Amerika. - Eleocharis jacobsiana K.L.Wilson: Northern Territory in Australien. - Eleocharis jelskiana Boeckeler: Trinidad und nördliches und westliches Südamerika. - Eleocharis kamtschatica (C.A.Mey.) Kom.: Russlands Ferner Osten bis Korea und Japan, Alaska und Kanada. - Eleocharis keigheryi K.L.Wilson: Südwestliches Australien. - Eleocharis khandwaensis Mujaffar, Chandore & S.R.Yadav: Die 2014 erstbeschriebene Art kommt in Indien vor. - Eleocharis kirkii C.B.Clarke: Simbabwe. - Eleocharis kleinii Barros: Südliches Brasilien. - Eleocharis knutei Pabón & Zavaro: Kuba. - Eleocharis konkanensis Chandore, Borude, Kambale & S.R.Yadav: Sie wurde 2016 aus dem indischen Bundesstaat Maharashtra erstbeschrieben. - Eleocharis kuoi Y.D.Chen: Qinghai. - Eleocharis kuroguwai Ohwi: Zentrales und südliches Japan, Korea. - Eleocharis laeviglumis R.Trevis. & Boldrini: Brasilien. - Eleocharis laeviseta Nakai: Korea. - Eleocharis lanceolata Fernald: Östlich-zentrale USA bis Texas. - Eleocharis lankana T.Koyama: Indien, Andamanen und südwestliches Sri Lanka. Mit zwei Unterarten. - Eleocharis lechleri Boeckeler: Ecuador, Argentinien und Chile. - Eleocharis lepta C.B.Clarke: Sie kam früher in Südafrika vor. - Eleocharis liesneri S.González & Reznicek: Kolumbien, Venezuela und Brasilien. - Eleocharis limosa (Schrad.) Schult.: Madagaskar und südliches Afrika. - Eleocharis liogieri T.Koyama: Karibische Inseln. - Eleocharis liouana Tang & F.T.Wang: Yunnan. - Eleocharis loefgreniana Boeckeler: Östliches Brasilien. - Eleocharis lundellii Svenson: Texas. - Eleocharis macbarronii K.L.Wilson: Östliches und südöstliches Australien. - Eleocharis ×macounii Fernald = Eleocharis intermedia × Eleocharis obtusa: Östliches Kanada. - Eleocharis macrantha Boeckeler: Syrien. - Eleocharis macrostachya Britton: Gemäßigte und subalpine Zonen Amerikas. - Eleocharis maculosa (Vahl) Roem. & Schult.: Mexiko und tropisches Amerika. - Eleocharis maidenii Kük.: New South Wales. - Eleocharis mamillata (H.Lindb.) H.Lindb.: Es gibt zwei Unterarten: - Zitzen-Sumpfbinse (Eleocharis mamillata (H.Lindb.) H.Lindb. subsp. mamillata, Syn.: Eleocharis satoi Ohwi): Sie kommt von Europa bis China und vom subarktischen Amerika bis zu den Vereinigten Staaten vor. - Österreichische Sumpfbinse (Eleocharis mamillata subsp. austriaca (Hayek) Strandh., Syn.: Eleocharis austriaca Hayek, Eleocharis palustris subsp. austriaca (Hayek) Podp., Eleocharis benedicta Beauverd, Eleocharis leptostylopodiata Zinserl.): Sie kommt von Europa bis zum Kaukasus und dem westlichen Sibirien vor. - Eleocharis margaritacea (Hultén) Miyabe & Kudô: Russlands Ferner Osten bis Japan. - Eleocharis marginulata Hochst. ex Steud.: Eritrea bis Tansania, Arabische Halbinsel. - Eleocharis maximowiczii Zinserl.: Russlands Ferner Osten bis nordöstliches China. - Eleocharis melanocarpa Torr.: Östliche USA bis Texas. - Eleocharis melanomphala C.B.Clarke: Bolivien, Argentinien und Chile. - Eleocharis melanostachys (d’Urv.) C.B.Clarke: Peru, Chile, Argentinien und Falklandinseln. - Eleocharis mendocina Phil.: Nordwestliches Argentinien. - Eleocharis microcarpa Torr.: Südliche USA bis Texas und Karibische Inseln bis Venezuela. Mit zwei Varietäten. - Eleocharis microformis Buckley: Texas. - Eleocharis microlepis (Griseb.) D.A.Simpson: Kuba bis Hispaniola. - Eleocharis migoana Ohwi & T.Koyama: Südöstliches China. - Eleocharis minarum Boeckeler: Südöstliches Brasilien. - Eleocharis minima Kunth: Tropisches und subtropisches Amerika. Mit zwei Varietäten. - Eleocharis minuta Boeckeler: Östliches tropisches ASfrika bis Simbabwe, Inseln im westlichen Indischen Ozean. - Eleocharis minutissima Britton: Südöstliches Mexiko bis Panama, westliches Kuba. - Eleocharis mitracarpa Steud.: Westliches Griechenland, Ukraine bis China. - Eleocharis monantha Nelmes: Zentralafrikanische Republik. - Eleocharis montana (Kunth) Roem. & Schult.: Tropisches und subtropisches Amerika. - Eleocharis montevidensis Kunth: USA bis Guatemala, Peru bis Brasilien und nördliches Argentinien. - Eleocharis moorei M.T.Strong & S.González: Mexiko. - Eleocharis moraosejoana S.González, C.Ulloa & P.M.Peterson: Kolumbien und Ecuador. - Eleocharis morroi D.A.Simpson: Brasilien. - Vielstängelige Sumpfbinse (Eleocharis multicaulis (Sm.) Desv.): Makaronesien, Europa bis Nordafrika. - Eleocharis mutata (L.) Roem. & Schult.: Südöstliches Texas bis tropisches Amerika, tropisches und südliches Afrika. - Eleocharis × myogiensis Yashiro = Eleocharis tetraquetra f. tsurumachii × Eleocharis wichurae: Honshu. - Eleocharis nana Kunth: Florida, Kuba, Venezuela, Guayana, Suriname und Brasilien. - Eleocharis × naritaensis Yashiro = Eleocharis attenuata × Eleocharis pellucida var. japonica: Japan. - Eleocharis naumanniana Boeckeler (Syn. Eleocharis testui Cherm.): Tropisches Westafrika bis Botswana. Mit zwei Varietäten. - Eleocharis neesii R.Trevis. & Boldrini: Die Art wurde 2014 aus dem brasilianischen Bundesstaat Rio Grande do Sul erstbeschrieben. - Eleocharis neozelandica C.B.Clarke ex T.Kirk.: Neuseeland. - Eleocharis niederleinii Boeckeler: Nordöstliches Argentinien und Uruguay. - Eleocharis nigrescens (Nees) Kunth: Tschad bis südliches tropisches Afrika, tropisches und subtropisches Amerika. - Eleocharis nipponica Makino: Japan. - Eleocharis nitida Fernald: Alaska bis nördliche USA (Vermont, New Hampshire). - Eleocharis nuda C.B.Clarke: Nördliches Australien. - Eleocharis nudipes (Kunth) Palla: Brasilien bis nördliches Argentinien. - Eleocharis nupeensis Hutch.: Tropisches Westafrika bis südliches Tansania. - Eleocharis obicis L.A.S.Johnson & O.D.Evans: New South Wales. - Eleocharis obpyriformis D.A.Simpson: Brasilien. - Stumpfköpfige Sumpfbinse (Eleocharis obtusa (Willd.) Schult.): Nordamerika, nordöstliches Argentinien. Als Neophyt wurde sie in Mitteleuropa beobachtet in Baden-Württemberg und Nordrhein-Westfalen, in Belgien, den Niederlanden und in der Schweiz. - Eleocharis obtusetrigona (Lindl. & Nees) Steud.: Südöstliches Texas bis Costa Rica, südliches Bolivien bis Brasilien und nördliches Argentinien, Galapagos-Inseln. - Eleocharis occidentalis Mereles: Paraguay. - Eleocharis occulta S.G.Sm.: Oklahoma bis Texas. - Eleocharis ochrostachys Steud.: Tropisches und subtropisches Asien bis zu Inseln im westlichen Pazifik. - Eleocharis oligantha C.B.Clarke: Kuba, Jamaika, Puerto Rico. - Eleocharis olivaceonux D.A.Simpson: Brasilien. - Eleocharis onthitensis H.E.Hess: Angolabis Namibia, - Eiförmige Sumpfbinse (Eleocharis ovata (Roth) Roem. & Schult.): Nördliche Halbkugel. - Eleocharis oxylepis (Meinsh.) B.Fedtsch.: Ukraine bis südwestlicher Altai und Kasachstan. - Eleocharis pachycarpa É.Desv.: Südliches Südamerika. - Eleocharis pachystyla (C.Wright) C.B.Clarke: Tropisches Amerika. - Eleocharis pallens S.T.Blake: Australien. - Gewöhnliche Sumpfbinse (Eleocharis palustris (L.) Roem. & Schult.): Es gibt vier Unterarten. - Eleocharis papillosa Latz: Northern Territory in Australien. - Eleocharis paradoxa Y.D.Chen: Qinghai. - Eleocharis parishii Britton: Von Oregon bis zum nördlichen Mexiko. - Eleocharis parodii Barros: Nordöstliches Argentinien und Uruguay. - Eleocharis parvinux Ohwi: Östliches Honshu. - Zwerg-Sumpfbinse (Eleocharis parvula (Roem. & Schult.) Link ex Bluff, Nees & Schauer): Sie kommt in der gemäßigten Zone der nördlichen Halbkugel bis ins westliche Malesien und nordwestliche Venezuela vor. In Mitteleuropa kommt sie an der Ostseeküste in Deutschland und Polen und selten an der dänischen Nordseeküste vor. - Eleocharis pauciglumis R.Trevis. & D.J.Rosen: Sie wurde 2012 aus dem brasilianischen Bundesstaat Santa Catarina erstbeschrieben. - Eleocharis pedrovianae C.S.Nunes, R.Trevis. & A.Gil: Sie wurde 2016 aus dem brasilianischen Bundesstaat Pará erstbeschrieben. - Eleocharis pellucida J.Presl & C.Presl: Von Russlands Fernem Osten bis ins tropische und subtropische Asien. Mit vier Varietäten. - Eleocharis penchaoi Y.D.Chen: Qinghai. - Eleocharis philippinensis Svenson: Tropisches Asien bis Guangdong und östliches Australien. - Eleocharis plana S.T.Blake: Östliches und südöstliches Australien. - Eleocharis platypus C.B.Clarke: Ecuador. - Eleocharis plicarhachis (Griseb.) Svenson: Tropisches Amerika. - Eleocharis pseudoalbibracteata S.González & Guagl.: Argentinien und westliches Bolivien. - Eleocharis pseudobulbosa T.Lima, A.Gil & R.Trevis.: Brasilien. - Eleocharis pseudofistulosa H.E.Hess: Angola bis Namibia. - Eleocharis punctulata Boeckeler ex Duss: Martinique. - Eleocharis pusilla R.Br.: Australien, Neuseeland. - Eleocharis qinghaiensis Y.D.Chen: Qinghai. - Eleocharis quadrangulata (Michx.) Roem. & Schult.: Südliches Ontario, USA, Mexiko. - Armblütige Sumpfbinse (Eleocharis quinqueflora (Hartmann) O.Schwarz): Gemäßigte Zone der nördlichen Halbkugel, Bolivien bis südliches Südamerika. - Eleocharis rabenii Boeckeler: Südliches Brasilien, Uruguay. - Eleocharis ramboana R.Trevis. & Boldrini: Brasilien. - Eleocharis ramboi H.E.Hess: Südliches Brasilien. - Eleocharis ravenelii Britton: Texas und Mexiko. - Eleocharis reichei Boeckeler: Chile. - Eleocharis retroflexa (Poir.) Urb.: Tropen und Subtropen. Mit vier Unterarten. - Eleocharis reverchonii Svenson: Texas. - Eleocharis reznicekii S.González, D.J.Rosen, R.Carter & P.M.Peterson: Mexiko. - Eleocharis riograndensis R.Trevis. & Boldrini: Brasilien. - Eleocharis rivalis K.L.Wilson: Northern Territory in Australien. - Eleocharis robbinsii Oakes: Östliches Kanada, USA. - Eleocharis robusta (Boeckeler) H.E.Hess: Südlicher Sudan, Angola. - Eleocharis rojasiana Mereles: Venezuela. - Eleocharis rostellata (Torr.) Torr.: Kanada, USA, Mexiko, Guatemala, Karibische Inseln, nördliches Argentinien. - Eleocharis rugosa D.A.Simpson: Brasilien. - Eleocharis rzedowskii S.González: Mexiko. - Eleocharis sanguinolenta K.L.Wilson: Northern Territory in Australien. - Eleocharis schaffneri Boeckeler: Mexiko bis Costa Rica. - Eleocharis schenckii Boeckeler: Vermutlich Brasilien. - Eleocharis schlechteri C.B.Clarke: Südliches Afrika. - Eleocharis sellowiana Kunth: Südöstliches Mexiko bis tropisches Südamerika. Mit zwei Varietäten. - Eleocharis setifolia (A.Rich.) J.Raynal: Tropen. Mit zwei Unterarten. - Eleocharis setulosa P.C.Li: Nordwestliches Yunnan. - Eleocharis sphacelata R.Br.: Neuguinea, Australien, Neuseeland. - Eleocharis spiralis (Rottb.) Roem. & Schult.: Inseln von westlichen Indischen Ozean bis zum südwestlichen Pazifik. - Eleocharis spongostyla H.E.Hess: Angola. - Eleocharis squamigera Svenson: Südliches Venezuela bis Brasilien. - Eleocharis starczenkoae A.E.Kozhevn.: Südwestliches Amurgebiet. - Eleocharis steinbachii D.J.Rosen: Bolivien. - Eleocharis stenocarpa Svenson: Kolumbien, Bolivien, nordwestliches Venezuela. - Eleocharis steyermarkii S.González & Reznicek: Venezuela. - Eleocharis ×subangulata T.Koyama = Eleocharis pellucina × Eleocharis tetraquetra: Japan bis Nansei-Inseln. - Eleocharis subarticulata (Nees) Boeckeler: Südöstliches Brasilien. - Eleocharis subcancellata C.B.Clarke: Südwestliches Mexiko. - Eleocharis subfoliata C.B.Clarke: Guayana, Suriname, Venezuela und Brasilien. - Eleocharis suksdorfiana Beauverd: Westliches Kanada, westliche USA. - Eleocharis sundaica J.Kern: Kleine Sunda-Inseln, nördliches Australien. - Eleocharis svensoniana S.González: Mexiko. - Eleocharis swamyi Govind.: Indien. - Eleocharis tenarum S.González & M.González: Mexiko. - Eleocharis tenuiculmis D.J.Rosen: Brasilien. - Zarte Sumpfbinse (Eleocharis tenuis (Willd.) Schult.): Östliches Kanada, USA. Mit drei Varietäten. Sie wurde als Neophyt in Bayern nördlich vom Chiemsee beobachtet. - Eleocharis tetraquetra Nees: Afghanistan bis östliches Australien. Mit zwei Formen. - Eleocharis tiarata Gómez-Laur.: Karibische Inseln, Guatemala bis Costa Rica, tropisches Südamerika. - Eleocharis torticulmis S.G.Sm.: Kalifornien. - Eleocharis tortilis (Link) Schult.: Östliche USA bis Texas. - Eleocharis tricostata Torr.: Östliche USA. - Eleocharis trilateralis Tang & F.T.Wang: Yunnan. - Eleocharis trilophus C.B.Clarke: Senegal bis Tschad. - Eleocharis triquetra K.L.Wilson: Northern Territory in Australien. - Eleocharis tuberculosa (Michx.) Roem. & Schult.: Östliches Kanada, östliche USA bis Texas. - Eleocharis tucumanensis Barros: Bolivien bis nordwestliches Argentinien. - Eleocharis tuvinica Bubnova: Sibirien bis Zentralasien. - Eleocharis uniflora O.Seberg: Chile. - Einspelzige Sumpfbinse (Eleocharis uniglumis (Link) Schult.): Europa bis fernöstliches Russland und Nepal, subarktisches Amerika bis nördliche USA. Mit drei Unterarten. - Eleocharis urbanii Boeckeler: Brasilien. - Eleocharis urceolata (Liebm.) Svenson: Mexiko, Nicaragua. - Eleocharis urceolatoides R.Trevis. & Boldrini: Südwestliches Brasilien bis Paraguay. - Eleocharis ussuriensis Zinserl.: Südliches Sibirien bis Japan. - Eleocharis usterii Palla: Brasilien. - Eleocharis valleculosa Ohwi: China, Korea, Japan. Mit zwei Varietäten. - Eleocharis variegata (Poir.) C.Presl: Tropisches und südliches Afrika, Inseln des westlichen Indischen Ozeans, Assam, Sumatra, Neuguinea. - Eleocharis venezuelensis S.González & Reznicek: Venezuela. - Eleocharis viridans Kük. ex Osten: Brasilien bis nördliches Argentinien, Paraguay, Uruguay. - Eleocharis vivipara Link: Südöstliche USA bis Texas. - Eleocharis wadoodii S.R.Yadav, Lekhak & Chandore: Indien. - Eleocharis welwitschii Nelmes: Angola bis Namibia. - Eleocharis wichurae Boeckeler: Südliches Sibirien bis gemäßigtes Ostasien. - Eleocharis wilkensii Schuyler: Nordöstliches Mexiko. - Eleocharis wolfii (A.Gray) A.Gray ex Britton: Zentrale und östliche USA. - Eleocharis yecorensis Roalson: Mexiko. - Eleocharis ×yezoensis H.Hara = Eleocharis pellucida var. japonica × Eleocharis wichurae: Japan und Jeju-do. - Eleocharis yokoscensis (Franch. & Sav.) Tang & F.T.Wang: Mongolei bis Japan und Sumatra. - Eleocharis yunnanensis Svenson: Yunnan. |